# 卑斯麥艦殲滅戰
《击沉俾斯麦号》（英語：Sink the Bismarck!），由英國導演路易斯·吉爾伯特所執導(曾執導過007系列之海底城)，講述1941年5月英國海軍於大西洋擊沉德國著名戰鬥艦“俾斯麥號”的故事；演員有邁克蕭Michael Sarne、約翰史都華John Stuart、卡瑞史提尼克Karel Stepanek皆為當時的著名電影小生，該片為片長97分的黑白電影；近年好萊塢有重拍成彩色電影提議。

## 演員
- 肯尼士·莫爾：海軍上校喬納森謝伯德
- 卡爾蒙納：俾斯麥號艦長恩斯特·林德曼
- 達納·溫特：安妮戴維斯
- 勞倫斯·奈史密斯：海軍大臣達德利龐德
- 卡雷爾斯捷潘內克：君特·吕特晏斯

## 經典畫面
- 數艘英國軍艦圍困俾斯麥號，自俾斯麥號左舷、右舷兩側發射魚雷攻擊，英方艦載攻擊機數架次飛臨俾斯麥號向其投彈，俾斯麥號重炮反擊，夜晚海面亮如白晝，爆炸聲、人聲鼎沸。
- 俾斯麥號德海軍少將艦長知已回天乏術，令艦隊官兵棄艦搭救生艇向英艦尋求搭救，艦長则緊緊摟住納粹德國國旗，與俾斯麥號同沉大海......
- 電影中多個場景都是來自於前衛號，前衛號甚至身兼多個戰艦角色，如胡德號、喬治五世號、威爾斯親王號以及曾經的假想敵俾斯麥號，電影裡多個主砲開火以及主砲裝填片段都是實際用前衛號下去拍攝的，使這部電影成為收藏眾多前衛號珍貴史料的作品。

## 自沉的說法
2002年由Discovery拍攝發行的紀錄片：「重返俾斯麥號」，深入海底調查攝影俾斯麥號艦隻之殘骸以探討當年沉船原因。根據海底攝影機紀錄的船身被破壞的情況，可以得知当时的英國海軍的炮彈和魚雷產生的損害不足以将其击沉，這個發現令艦上水兵的言論：「艦長並不願意讓失去動力的俾斯麥號成為英國海軍戰利品，下令自沉。」或為史實。電影描述「被擊沉」真实性存疑。
2001年第二組由英國（Eric Grove教授）與美國（David Mearns與Bill Jurens）組成的調查隊根據聲納傳回的資料加以分析，認為俾斯麥號是因為作戰受損之後沉沒。這個結論引發許多爭議，他們的結論被批評帶有偏見而不夠客觀。
隨即由第三組進行的調查顯示，俾斯麥號的受損與沉沒與第一組相近，至此大多數的研究與分析傾向支持德國海軍的自沉說法，而非遭到英國海軍擊沉，不過仍有多數人認為是由英軍致沉。

## 外部連結
- 互联网电影数据库（IMDb）上《击沉俾斯麦号》的资料（英文）